# Ternat (Belgio)
Ternat è un comune belga di 21 553 abitanti nelle Fiandre (Brabante Fiammingo).